# Basho I
 Basho I est une localité du Cameroun située dans le département du Manyu et la Région du Sud-Ouest, à proximité de la frontière avec le Nigeria. Elle fait partie de la commune d'Akwaya et du canton de Mbolu.

## Population
La localité comptait 78 habitants en 1967, des Manta. À cette date elle disposait d'une école presbytérienne créée en 1965.
Lors du recensement de 2005, on y a dénombré 199 personnes.